# خوسيه لويس أستيازاران
خوسيه لويس أستيازاران إيريوندو (بالإسبانية:José؛ مواليد 31 أكتوبر 1963) هو محامٍ إسباني متخصص في القانون الرياضي والتجاري والمدني، ورئيس رابطة الدوري الإسباني بين عامي 2005 و2013.

## مسيرته في كرة القدم
وُلِد أستيازاران في مدينة مكسيكو بالمكسيك لزوجين إسبانيين من أصل باسكي، وعاد إلى مسقط رأس والديه بعد فترة وجيزة. كمهاجم، تخرج من أكاديمية شباب ريال سوسيداد لكنه مثل فريقهم الاحتياطي فقط كلاعب فريق أول، وهو نفس الشيء الذي حدث في فريقه التالي، أتليتيك بلباو.
لعب أستيازاران بشكل احترافي مع نادي سيستاو الرياضي – أيضًا في منطقته الأصلية – ونادي أثلتيك بلباو ب، حيث ظهر في 43 مباراة في دوري الدرجة الثانية خلال مسيرته القصيرة (أربعة أهداف). في عام 1992 عاد إلى ناديه الأول، وعمل مع مجلس إدارته حتى عام 2001.

## مسيرته في المحاماة
بينما كان لا يزال يعمل مع ريال سوسيداد كمدير، عمل أستيازاران أيضًا كمستشار قانوني للرياضيين والشركات والمؤسسات في قطاع الرياضة. أصبح رئيسًا للنادي في 22 مارس 2001 وترك المنصب في عام 2005، تاركًا النادي في وضع رياضي واقتصادي سيئ – ديون بقيمة 10 ملايين يورو.
في 15 يوليو 2005، تم تعيين أستيازاران رئيسًا لرابطة الدوري الإسباني، وهي الهيئة التي تحكم كل من الدوري الإسباني والدرجة الثانية. بعد أن شغل سابقًا منصب نائب الرئيس وعضو مجلس الإدارة في المنظمة، فاز في الانتخابات بالإجماع، مع دعم جميع الأندية باستثناء ثلاثة – ريال سوسيداد وإيبار وأوساسونا؛ أعيد انتخابه في أبريل 2009 لفترة أخرى مدتها أربع سنوات، وفي عام 2013 تولى خافيير تيباس منصب الرئيس بعد أن لم يرشح نفسه لإعادة انتخابه.
كان أستيازاران عضوًا في مجلس إدارة دوريات كرة القدم الأوروبية الاحترافية، وعضوًا في اللجنة الفرعية للجنة وضع اللاعبين التابعة للفيفا والتي تتحقق من انتقالات اللاعبين الصغار. في منتصف مايو 2009، ادعى أن قاعدة 5 + 6 لن يكون لها تأثير سلبي على كرة القدم الإسبانية.

## وصلات خارجية
لم يتم العثور على روابط لمواقع التواصل الاجتماعي.

- خوسيه لويس أستيازاران على موقع قاعدة بيانات كرة القدم.إي يو (الإنجليزية)